# نبرد گیفو
نبرد گیفو (انگلیسی: Battle of Mount Austen, the Galloping Horse, and the Sea Horse) از ۱۵ دسامبر ۱۹۴۲ تا ۲۳ ژانویه ۱۹۴۳ اتفاق افتاد و در درجه اول درگیری بین ایالات متحده و نیروهای امپراتوری ژاپن در تپه‌های نزدیک رودخانه ماتانیکاو در گوادال‌کانال در لشکرکشی گوادال‌کانال بود.